# 永遠ラブリン(∂▽＜)/
「永遠ラブリン(∂▽＜)/」（えいえんラブリン）は、2004年5月26日にスターチャイルドよりリリースされた小倉優子の2ndシングル。

## タイアップ
永遠ラブリン(∂▽＜)/
- テレビ東京系ドラマ『Se-女!2』主題歌。
- フォーサイド・ドット・コム CMソング。

## 収録曲
1. 永遠ラブリン(∂▽＜)/
2. 神秘的迷宮 (ミステリーラビリンス)
3. 永遠ラブリン(∂▽＜)/ (off vocal version)
4. 神秘的迷宮 (off vocal version)

## 補足
「永遠ラブリン」は2005年7月13日に発売されたコンピレーションアルバム『Girl's BOX 〜Best Hits Compilation Summer〜』（avex trax）の1曲目にも収録されている。
| スタブアイコン | サブスタブ | この項目は、まだ閲覧者の調べものの参照としては役立たない、シングルに関連した書きかけの項目です。この項目を加筆・訂正などしてくださる協力者を求めています（P:音楽/PJ:楽曲）。 |